# Anniston
Anniston er en by i den nordøstlige del af delstaten Alabama i USA. Den ligger lidt over 100 km fra Alabamas største by Birmingham og er adminstrativt sæde for det amerikanske county Calhoun County. Anniston har 21.564 (2020, 2020) indbyggere. Byen blev grundlagt i 1863 men blev ødelagt i 1865, lige før Den Amerikanske Borgerkrig var overstået. I 1870'erne blev byen bygget op igen. Red Byron kommer fra byen.